# Młodzieniec z Anglii i Hinduska
Młodzieniec z Anglii i Hinduska (hindi इंग्लिश बाबू देसी मेम / English Babu Desi Mem) – indyjski melodramat miłosny i musical z 1996 roku w reżyserii Praveena Nischola. W rolach głównych wystąpili Shah Rukh Khan i Sonali Bendre. Zdjęcia kręcono w Mumbaju.
Fabuła filmu w sposób luźny nawiązuje do hollywodzkiego romansu Zaczęło się w Neapolu (1960). Tematem jest konfrontacja dwóch światów: świata bogactwa i świata trudu zarabiania na życie, kosmopolityzmu i zakorzenienia w tradycji indyjskiej (także religijnej). Ponadto w filmie możemy zobaczyć bijatyki, śpiew, taniec i sceny miłosne czy też rodzinne.

## Opis fabuły
Indyjska rodzina Mayur słynie z rosnącego bogactwa i dobrego dostosowania się na obczyźnie. Już drugie jej pokolenie odnalazło dla siebie miejsce w Anglii, tylko jeden z synów, Hari (Shah Rukh Khan) czuje się tu wyobcowany, szuka swoich indyjskich korzeni, tęskni za nieznaną sobie ojczyzną i pewnego dnia spełnia swoje marzenie. Rusza w podróż do Indii, która kończy się dramatycznie. Samolot, którym leci rozbija się. Hariemu udaje się uratować. Podczas troskliwego leczenia rannego przez Katariyę młodzi zakochują się w sobie i biorą ślub, na którym brakuje jednak rodziny Hariego. Pozwala on, aby rodzina w Anglii uznała go za nieżyjącego. Tu w Indiach jako głowa rodziny opiekując się brzemienną żoną i jej młodszą siostrą Bijuriyą czuje się bardzo szczęśliwy. Szczęście to przerywa nagły pożar, w którym Hari ginie ratując swoją ciężarną żonę. Przeżywa ona ukochanego męża tylko o ten krótki czas, który pozwala jej urodzić synka Nandu. Siostra Bijuriya jest zaledwie 12-letnią dziewczynką, więc lekarze decydują się oddać noworodka do domu dziecka. Bijuriya porywa siostrzeńca, który teraz jest dla niej wszystkim, całą jej rodziną, sensem i radością jej życia. Prosi ona Boga o pomoc w opiece nad Nandu i on jej pomaga. Dziewczynka tańczy i śpiewa na ulicach, aby wyżywić, a z czasem i kształcić chłopca. Niczego mu nie brakuje. Mijają lata. Nandu ma 8 lat. Nadal jest utrzymywany przez dorosłą już teraz Bijuriyę (Sonali Bendre), która dla niego tańcząc w lokalach naraża się na dwuznaczne propozycje mężczyzn. Wstyd i niepewność jej losu osładza miłość Nandu. Ale sytuacja zmienia się. Bijuriya nie wie, że jej prawo do opieki nad Nandu może jej być odebrane. Rodzina w Anglii dowiaduje się o istnieniu chłopca. Zeuropeizowany, odrzucający swoje indyjskie korzenie stryj Nandu, Vikram Mayur (Shah Rukh Khan) przyjeżdża do Bombaju. Chce zabrać nieznanego dotychczas bratanka do Anglii, dać mu tam odpowiednie wykształcenie i otoczyć miłością rodziny. Nie liczy się z tym, że Nandu ma już swoją rodzinę tu w Indiach, że kocha Bijuriyę jak matkę.

## Obsada
- Shahrukh Khan – Vikram/Hari/Gopal Mayur
- Sonali Bendre – Bijuriya
- Rajeshwari – Katariya
- Saeed Jaffrey – prawnik Madadgar
- Kiran Kumar – Bheema Khalasi
- Sunny Singh – Nandlal (Nandu)

## Piosenki
Twórcą muzyki jest Nikhil-Vinay.
1. "O Bijuria Sun"
2. "Deewana Mein tera Deewana"
3. "Dhol Baje"
4. "Bharatpur Lut Gaya"
5. "Na Tere Bina"
6. "Love me Honey Honey"
7. "Kaise Mukhde Se